# Saint-Georges-Haute-Ville
Saint-Georges-Haute-Ville este o comună în departamentul Loire din sud-estul Franței. În 2009 avea o populație de 1.250 de locuitori.

## Evoluția populației
| An        | 1975 | 1982 | 1990  | 1999  | 2006  | 2009  |
| --------- | ---- | ---- | ----- | ----- | ----- | ----- |
| Populație | 604  | 779  | 1.035 | 1.122 | 1.215 | 1.250 |